# The Inside : Dans la tête des tueurs
The Inside : Dans la tête des tueurs (The Inside) est une série télévisée américaine en treize épisodes de 42 minutes, créée par Howard Gordon et Tim Minear et dont seulement sept épisodes ont été diffusés entre le 8 juin et le 13 juillet 2005 sur le réseau FOX. L'intégralité des treize épisodes a ensuite été diffusée sur la chaîne britannique ITV4, en 2006.
En France, la série a été diffusée à partir du 27 juin 2006 sur M6 et rediffusée à partir du 15 février 2010 sur Paris Première, au Québec à partir du 6 mars 2008 sur Séries+, et en Belgique, début 2010 sur Plug RTL.

## Synopsis
Rebecca Locke est recrutée par Virgil « Web » Webster pour faire partie d'un département s'occupant des crimes les plus ignobles. Son passé traumatisant est à l'origine de cette promotion inattendue mais elle n'est pas la seule, l'ensemble des agents ont été recrutés spécifiquement en raison de leur passé ou de leur caractère.

## Origines
Jeune recrue du FBI, l'agent Rebecca Locke (Rachel Nichols) rejoint une unité spécialisée dans les crimes violents (Violent Crimes Unit, VCU), afin de remplacer un ancien membre. Elle s'avère être une brillante enquêtrice[réf. souhaitée], mais elle porte un lourd secret qu'elle est seule à connaître[réf. souhaitée], avec le mystérieux directeur de l'unité, Virgil "Web" Webster (Peter Coyote) : alors qu'elle n'était âgée que de dix ans, elle a été enlevée à son domicile et retenue captive dix-huit mois durant. Étonnement, personne ne l'a retrouvé ; elle s'est échappée toute seule, profitant d'un incendie pour s'enfuir. Webster utilise ce traumatisme sur chacune de leurs affaires afin qu'elle parvienne à cerner l'état d'esprit de la victime et du criminel.
L'autre élément important de la série est la lutte morale[réf. souhaitée] entre Webster, qui semble prêt à utiliser les capacités de Rebecca quel qu'en soit le prix, et le partenaire de Rebecca, Paul Ryan (Jay Harrington), qui se voit comme la voix de la conscience de la jeune femme. En outre, le passé de Webster est totalement inconnu, et les téléspectateurs ne manqueront pas de voir[style à revoir] certaines similitudes entre sa personnalité et celle des criminels qu'il poursuit avec tant d'acharnement.

## Distribution

### Acteurs principaux
- Rachel Nichols (VF : Marie Zidi) : l'agent spécial Rebecca Locke
- Adam Baldwin (VF : Guillaume Orsat) : l'agent Danny Love
- Peter Coyote (VF : Bernard Tiphaine) : Agent Virgil « Web » Webster
- Nelsan Ellis (VF : Mohad Sanou) : Carter Howard
- Katie Finneran (VF : Vanina Pradier) : l'agent Melody Sim
- Jay Harrington (VF : Pierre Tessier) : l'agent Paul Ryan

### Invités
- Haskell V. Anderson III (en) : Postal Chief
- Shay Astar : Charlotte
- Jason Beghe : Special Agent Randall Day
- Amber Benson : Allison Davis
- Michael Benyaer : David Sarkesian
- Joel Bissonnette (en) : Amos
- Hart Bochner : Cole Brandt
- Michael Bowen : Bill Strong
- Rubén Carbajal : Young Boy #2
- Jon Cedar (en) : Judge Hawthorne
- Esther K. Chae : Medical Examiner
- Julie Claire (en) : Tessa St. Clair
- Christine Devine (en) : Newscaster
- Garret Dillahunt (VF : Jean-François Lescurat) : Karl Robie Jr.
- Josie DiVincenzo (en) : Sue Cunningham
- D. C. Douglas (en) : Ned Batter
- Allison Dunbar : Paige Fuller
- Michael Emerson (VF : Xavier Béja) : Marty Manning
- Julie Ann Emery : Betty Scarwid
- Michelle Forbes : Zoya Petikof
- J. E. Freeman : Max Stern
- Jackie Geary : Mousey Control Freak
- Jenette Goldstein : Traci Armstrong
- Brian Hallisay : Jake Carrington
- Joel Heyman (en) : Paramedic #2
- Tommy Hinkley (en) : détective Douglas Price
- Željko Ivanek (VF : Emmanuel Karsen) : Teddy Bunch
- David Joyner (en) : Good Samaritan
- John Keefe (en) : Eric
- Matt Keeslar : Roddy Davis
- Michael Kostroff (VF : Fabrice Lelyon) : Rick Byers
- Liana Liberato : Dina Presley
- Chad Lindberg (VF : Vincent de Bouard) : Louis Salt
- Henri Lubatti : Gareth Hoff
- William Mapother (VF : Philippe Siboulet) : Ronald Ewing
- John Mariano (en) : Keyes
- Fay Masterson (VF : Valérie Nosrée) : Karen Ryan (2 épisodes)
- John Maynard (arz) : Karl's Lawyer
- Heather McComb : Holly Lynn Krandall
- Jennette McCurdy : Madison St. Clair
- Brian McNamara : Roger Comack
- Joel David Moore : Brian Pines
- Gabriel Olds (en) (VF : Adrien Larmande) : Gary Holt
- Matt O'Toole (en) : Pony Man (3 épisodes)
- Carrie Preston : Kelly Comack
- Rick Ravanello : Scott Bossi
- Malaya Rivera-Drew : Angelica Sandavol
- Steve Sandvoss : Corey Hall (3 épisodes)
- Maïté Schwartz (en) : Vickie Armstrong
- Casey Siemaszko : Billy Ray Pope
- Darby Stanchfield : New Girl
- Keith Szarabajka : Arlen Dallas
- Amanda Tepe : Spikey Redhead
- Lisa Thornhill (VF : Laurence Mongeaud) : Lydia Osterland
- Gabriel Tigerman : Marco
- Heidi Van Horne (en) : Hottie Record Buyer
- Ned Vaughn (en) : Nate Laird
- Audrey Wasilewski : Ellen Olsen
- Peggy Webber : Mama Bunch
- Michael Shamus Wiles : Karl Robie Sr.
- Virginia Williams
- Tom Wright (en) : Glenn Terry (2 épisodes)
- Michael Zelniker (en) : James Havens

- Version française
  - Société de doublage : Dubb4You[2]
  - Direction artistique : Martin Brieuc[2]
  - Adaptation des dialogues : Cécile Favre et Christian Niemiec[2]

 Source et légende : version française (VF) sur RS Doublage et Doublage Séries Database

## Production
Le projet remonte à septembre 2003 produit par Kathryn Bigelow, Todd A. Kessler (en) et Glenn Kessler (en), qui raconte l'histoire une femme de 23 ans qui se fait passer pour une étudiante de seize ans afin d'effectuer une investigation dans le trafic de drogue. Le pilote a été commandé en janvier 2004. Rachel Nichols et Peter Facinelli avaient alors décroché des rôles principaux.
En septembre 2004, Tim Minear retravaille la série. Entretemps, Peter Facinelli quitte la série en décembre. La série prend alors son format actuel.
Fox a opté de diffuser les épisodes dans un autre ordre que celle de la production. Malgré une audience moyenne de 4,23 millions de téléspectateurs, exceptionnel pour une série estivale et supérieur aux autres séries du réseau Fox, elle est facilement battue par Dancing with the Stars sur ABC avec une moyenne 14,94 millions de téléspectateurs.
L'annulation après sept épisodes en a fait la troisième série annulée par la FOX, avec Firefly et Wonderfalls, sur laquelle Minear a travaillé.

## Épisodes
| N° | Titre                                   | Réalisation        | Scénario                                                           | Première diffusion | Diffusion française | Code de production |
| -- | --------------------------------------- | ------------------ | ------------------------------------------------------------------ | ------------------ | ------------------- | ------------------ |
| 01 | L'Appât New Girl in Town                | Tim Minear         | Tim Minear (histoire et scénario) Howard Gordon (histoire)         | 8 juin 2005        | 2 mai 2006          | 1AJW01             |
| 02 | Une question de pouvoir Old Wounds      | Allan Kroeker      | Jane Espenson                                                      | 15 juin 2005       | 9 mai 2006          | 1AJW03             |
| 03 | Le Traqueur Pre-Filer                   | Nick Gomez         | Mark Fish (en)                                                     | 22 juin 2005       | 16 mai 2006         | 1AJW04             |
| 04 | L'Innocence perdue Everything Nice      | Dwight Little      | Rob Pearlstein (en)                                                | 29 juin 2005       | 2 mai 2006          | 1AJW02             |
| 05 | La Mort au rendez-vous Loneliest Number | James A. Contner   | Richard Hatem (ar)                                                 | 6 juillet 2005     | 9 mai 2006          | 1AJW05             |
| 06 | Voleur de cœurs Thief of Hearts         | Marita Grabiak     | Karine Rosenthal                                                   | 6 juillet 2005     | 23 mai 2006         | 1AJW07             |
| 07 | Vaincre nos démons Declawed             | Allan Kroeker      | Tim Minear Craig Silverstein                                       | 13 juillet 2005    | 23 mai 2006         | 1AJW08             |
| 08 | Instinct maternel Aidan                 | Fred Gerber (en)   | Craig Silverstein                                                  | 10 mars 2006       | 30 mai 2006         | 1AJW09             |
| 09 | Seule Little Girl Lost                  | Kevin Hooks        | Jane Espenson Ahmed Lavalais                                       | 17 mars 2006       | 30 mai 2006         | 1AJW10             |
| 10 | Un couple parfait The Perfect Couple    | Karen Gaviola (en) | Tim Minear Craig Silverstein                                       | 24 mars 2006       | 6 juin 2006         | 1AJW11             |
| 11 | Le Pyromane Point of Origin             | Vern Gillum        | Ben Edlund                                                         | 31 mars 2006       | 16 mai 2006         | 1AJW06             |
| 12 | Bijou Gem                               | Kevin Hooks        | Bob Hame (histoire) David Fury (scénario) Jane Espenson (scénario) | 7 avril 2006       | 6 juin 2006         | 1AJW12             |
| 13 | Trop belle pour toi Skin and Bone       | Dwight Little      | Tim Minear (histoire) Jane Espenson (scénario)                     | 14 avril 2006      | 6 juin 2006         | 1AJW13             |